# Correo certificado

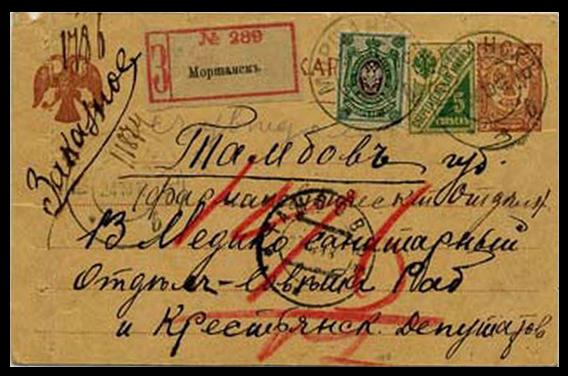
Tarjeta postal rusa

El correo certificado es un tipo especial de servicio de reparto de correspondencia proporcionado por las agencias postales. Casi todos los países miembros de la Unión Postal Universal (UPU) lo ofrecen. Se caracteriza por que el correo queda registrado desde el momento de ser depositado en el sistema postal hasta su recepción por parte del destinatario. Durante todo el trayecto de la correspondencia, la agencia de correos efectúa un seguimiento del mismo, permitiendo al remitente que verifique la recepción por parte del destinatario.
Todas las agencias de correo que ofrecen este servicio entregan un recibo al remitente indicando que la correspondencia será enviada por seguimiento. Es un servicio más costoso que el envío tradicional y por lo general es utilizado en procesos jurisdiccionales o por las compañías que reparten mercancía y objetos valiosos. Sin embargo, las personas comunes también pueden hacer uso de este servicio.
Cuando el remitente desea no solo certificar la entrega del envío sino también dejar constancia formal, con validez jurídica, del contenido documental del mismo se emplea lo que en España se denomina burofax y en Argentina carta documento.